# Namoluk
Namoluk är en ö i Mikronesiska federationen.   Den ligger i kommunen Namoluk Municipality och delstaten Chuuk, i den västra delen av landet, 600 km väster om huvudstaden Palikir. Arean är 0,39 kvadratkilometer.
Terrängen på Namoluk är mycket platt. Öns högsta punkt är 28 meter över havet. Den sträcker sig 0,7 kilometer i nord-sydlig riktning, och 1,1 kilometer i öst-västlig riktning.
Följande samhällen finns på Namoluk:
- Namoluk Village